# Legio VII Claudia

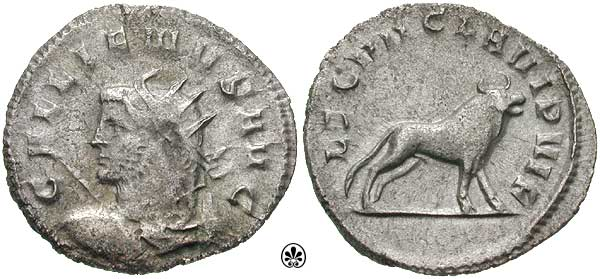
Moneda de Galieno, conmemoración de la LEGIO VII CLA VI P VI F (séptima legión Claudia, seis veces fiel, seis veces leal), en el reverso el símbolo de la legión el toro.

La Legio VII Claudia (Séptima legión «Claudia») fue una legión romana, creada por Julio César para invadir la Galia en el 58 a. C., existió por lo menos hasta finales del siglo IV. El emblema de esta legión, como casi todas las legiones de César era el toro, también tenía el león. 

## Historia
El nombre anterior de esta legión era Legio VII Macedonica, si bien Claudio les concedió el sobrenombre de Claudia Pia Fidelis («fiel y leal») tras la lealtad a él demostrada durante la sublevación de Lucio Arruncio Camilo Escriboniano en Dalmacia en el año 42.
Cuando la Legio IV Scythica fue trasladada de Moesia a Siria entre 55 y 62, para participar en las campañas de Corbulón, la Legio VII Claudia fue la encargada de reemplazarla en el Danubio. 
Durante el año de los Cuatro Emperadores, la legión siguió el ejemplo de la Legio III Gallica al rebelarse contra Vitelio y declararse a favor de Vespasiano. Era parte del ejército que Marco Aponio Saturnino condujo al norte de Italia, y cuando Saturnino perdió el favor de sus tropas, siguió a Marco Antonio Primo en la posterior Segunda Batalla de Bedriacum. 
Tiberio Claudio Máximo, el soldado romano que llevó la cabeza de Decébalo al emperador Trajano, estaba sirviendo en la Legio VII Claudia. Una inscripción en Pompeya reveló que un tal Floronio también sirvió en la séptima legión. La inscripción dice: "Floronio, soldado privilegiado de la séptima legión, estuvo aquí. Las mujeres no sabían de su presencia. Solo seis mujeres llegaron a saberlo, muy pocas para un semental así".
Tras la victoria de Vespasiano sobre Vitelio, se ordenó a la Legio VII Claudia que regresara a Moesia. Una inscripción del reinado de Antonino Pío da fe de que permaneció en esta estación, aunque Moesia se había dividido en Moesia Superior, donde tenía su cuartel general la legión, y Moesia Inferior. La legión existió al menos hasta finales del siglo IV, protegiendo el Danubio medio.